# Ротонда Свете Катарине, Знојмо
Ротонда Свете Катарине је сакрална грађевина у облику ротонде (из лат; "rotundus" са значењем кружан) или грађевине изведене на централној кружној основи у области пшемисловићевог замак у Знојму. Данас се термин ротонда употребљава да би се обележио тип малог централног светилишта оносно црквеног објекта који се употрбљавао у раном средњем веку.
Једна је од многих ротонда изграђених у раном средњем веку у Моравској и Бохемији, која се од осталих ротонда разликује по сачуваним фрескама из 1134. године, које су изузетне вредности у целој европској романској уметности због усредсређености на идеологију државе.

## Историја
Археолошка истраживања су показала да је ово место било насељено још у бронзано доба . Остаци мањег предмета заглављеног у стени откривени су управо на месту данашње ротонде. Могуће је да је стеновити гребен већ у то време већ имао некакву култну функцију.
Романичка ротонда Успења Богородице у Знојму врло је вероватно основана као део замка Знојмо, усред велике тврђаве. Претпостављало се да га је као део поменутог замка саградио Братислав I, војвода Чешке, било за време његове моравске или касније чешке владе, али не раније од 1019. године, када су Пшемисловићи (чеш. Přemyslovci, пољ. Przemyślidzi, Пшемисловци), из чешка краљевска династија која је владала Чешком (IX век–1306), Пољском (1300–1306) и Аустријом (1253—1276), освојили Моравску .
Могућност да ротонда и цео замак нису изграђени до друге половине 11. века још није потврђена, већ да је настала у време када је Моравска била подељена на три независне кнежевине Пшемисловића (Брно, Знојмо и Оломоуц).
Најновија научна истраживања закључују да су ротонда и слике настале у првој половини 12. века. током владавине принца Конрада од Знојма, укључујући и посвећење свете Катарине Александријске.
Функција ротонде није ни потпуно јасна, али се претпоставља се да је служила као замковска капела. Постојање трибине типичне за власникову цркву требало је да замени уздигнута „клупа“ у облику потковице, чији остаци нису пронађени током археолошких истраживања зграде, којом су, управљали, изузев у објављеним књижевним записима.
Током рестаураторских радова 1947. године откривен је латинични натпис урезан у гипс. Због делимичне штете и уобичајене праксе изостављања самогласника, тумачење натписа није једнозначно. Међутим, према преовлађујућем тумачењу, наводи се да је 1134. године принц Конрад II од Знојма, други оснивач, изменио је статут светилишта Девице Марије и посветио га светој Катарини. Натпис је једини писани доказ првобитног освећења ротонде Богородице, његово значење и датовање прилично су нејасни, у сваком случају је запис је настао у другој половини 13. века, вероватно као препис старијег оригиналног текста .
Након применовања Знојма у град, зграда је 1226. године била подружница подређена парохијској цркви Светог Николе. Од 1287. године, парохијска црква је била црква Светог Михаила, која је (укључучивала у свом саставу и ротонду), све до 1320. године када је Хенрик из Липе дао оставку манастиру монахиња Свете Кларе. У 1551, парохија у близини Светог Михаила је купила у граду, простор а ротунда је продата 1555. године. Није потпуно јасно која је била њена употреба у наредном периоду.
У 1710. години, саграђена је пивара у предворју, током које су сви објекти демолирана осим ротонде (означен као Heidentemp = пагански храм).
Крајем 18. века ротунда је била остава, а 1830. изведени су грађевински радови након којих је ротонда служила као играоница и пивница.
Од 1879. године постоји документована корпарска радионица.
У 1888. године, обављена је реконструкција ротонде, која је настављена и у каснијим годинама, када су 1891  -  1893, обновљене фреске по први пут. Још неколико рестаурација слика било је 1938, 1947 -  1949, 1969. и 1971. године.
Млађе грађевинске модификације ротонде изведене су 1966, 1991. и 2006. године .

## Порекло фрескодекорације
Узроци осликавања изузетних слика које садрже краљевски циклус у ротонди, смештеној на самом рубу државне територије, никада нису јасно идентификовани. Често се наводи теорија да чешки војвода Собеслав I није добио престо 1125. године (према старом закону Бретислава I), па је покушао да осигура владу и током првих година владе хапсио је и затварао све други Премислида тако да нико од њих није могао поседовати престо. Собеслав је Прашки престо такође покушао да обезбеди за своје синове, упркос Старешиновом наређењу. Собеслав је такође владао без обзира на мишљење племића који су му се супротставили и који су 1130. године припремили заверу са намером да га убију. Иако је устанак био угушен, а покретачи кажњени, Собеслав је био принуђен да промени начин управљања.
Помирио се са осталим Премислидима, и вратио њихову судбину Моравцима. Зближио се са Конрадом Знојемским, јер је према старозаветном закону требало да се попне на престо после Собеслава, и са њим је закључио споразум према којем је Конрад добио обећање о наследству после Собеслава у замену за старатељство над Собеславовим синовима. Овај споразум је вероватно закључен поводом венчања Конрада и Марије Србске (ћерке српског владара Уроша I) у замку Знојмо 1134. године.
Накнадно сликање ротонде ликовима владара Премислида и легендама о пореклу династије (и државе) требало је да симболизује Конрадова претензија на прашки престо.
Друге теорије доводе слике у везу са прославама стогодишњице владавине Премислидиа у Моравској, или као нагласак по принципу Транслатио Регни, односно преношењу круне из Велике Моравске у Премислидову Бохемиу. Овај принцип требало је да подржи напоре да се постигне и објасни порекло краљевске титуле (Велики Сватоплук I већ је био насловљен папа као краљ, Вратислав II. Род Премислид стекао два века касније), као и да поткрепи тврдњу о прашкој надбискупији (довела га је до Луксембурговца Карла IV)

## Опис ротонде
Ротонда се састоји од цилиндричног брода за који је на истоку причвршћена апсида. Изграђена је на повишеном стеновитом пропланку и необична је по томе како се у њу улази.
У уннутрашњост ротонде осветљене продире кроз мале прозоре у романичком стилу. Зидање није обављено формирањем класичних романичких блокове, већ је од неправилно обрађеног камена, који су, међутим, врло пажљиво обложени. Зидарски џепови који су сачувани у зидовима, према неким историчарима користили су се за сидрење греда скеле.
До 18. века на крову је био фењер (Одвојено наткривен и опремљен архитектонским елементом), који доказано није коришћен за осветљавање унутрашњости ротонде, јер је у своду било само седам малих отвора кроз које је продирача светлост у унутрашњост ротонде.
Унутрашњост ротонде прекривена је изузетно вредном романичком фрескодекорацијом (1134).
- Део фресакодекорације из ротонде Свете Катарине

## Опис слика
Фреске насликане техником секо, односно у сувом малтеру, испуњавају читав простор унутрашњих зидова ротонде, апсиду и главни брода од пода до куполе и поређане су у неколико паралелних трака. Фрескодекорација чини ротонду јединственим спомеником.
Међутим, идентификација појединачних световних личности прилично је нејасна и међу историчарима постоји читав низ различитих теорија.
Историчари уметност покушавају да идентификовати поједине владаре, или митске принчеве, или њихове митске наследнике, према атрибутима ликова (огртачи, копља, транспаренти, штитови, кациге за главу, капе за главу, мирте итд.), њиховим међусобним ставовове и положај на почасним или мање часним местима, или моравске раднике. Релативна сагласност и мишљења о карактеристикама приказаног превладава само у случају донаторског пара (Конрад и Марије), Премисл на слици Орачи првог чешког краља Вроцлава. Већина других имена која се односе на слике морају се узимати са одређеним опрезом.
- Ротонда Свете Катарине (спољашњост)